# Peter Aldis
Peter Basil Aldis (Birmingham, 11 aprile 1927 – 17 novembre 2008) è stato un calciatore inglese, di ruolo difensore.

## Carriera
Ha giocato più di 250 partite con l'Aston Villa. In carriera ha segnato una sola rete.

## Palmarès

### Club

#### Competizioni nazionali
- Coppa d'Inghilterra: 1

Aston Villa: 1956-1957
- Campionato inglese di seconda divisione: 1

Aston Villa: 1959-1960